# Tringa
Tringa és un gènere d'ocells de la família dels escolopàcids (Scolopacidae) de distribució gairebé mundial.
Als Països Catalans i amb certa regularitat es poden contemplar les gambes roja pintada i roja vulgar, la gamba verda, la valona, la xivita i la siseta. Altres espècies es poden presentar de manera ocasional. Aquests noms vulgars (gamba, valona, xivita i siseta) es poden fer extensius a altres espècies del gènere, habitants d'altres latituds.

## Taxonomia
El gènere Tringa va ser introduït l'any 1758 pel naturalista suec Carl Linnaeus en la 10a edició de la seva Systema Naturae. El nom Tringa és el nom Neollatí donat al Xivita comuna per el naturalista italià Ulisse Aldrovandi l'any 1603 basat en el grec antic trungas, un ocell limícoles de mida de tord, gropa blanca i cua esmentat per Aristòtil. L'espècie tipus és el Xivita comuna (Tringa ochropus)
Segons la classificació del Congrés Ornitològic Internacional (versió 2.5, 2010) aquest gènere està format per 13 espècies:
- gamba alanegra (T. semipalmata)
- gamba de Nordmann (T. guttifer)
- gamba groga grossa (T. melanoleuca)
- gamba groga petita (T. flavipes)
- gamba roja comuna (T. totanus)
- gamba roja pintada (T. erythropus)
- gamba verda (T. nebularia)
- siseta comuna (T. stagnatilis)
- valona (T. glareola)
- xivita comuna (T. ochropus)
- xivita erràtica (T. incana)
- xivita siberiana (T. brevipes)
- xivita solitària (T. solitaria)

Les espècies T. brevipes i T. incanus són sovint incloses al gènere Heteroscelus.